# Казаков Олексій Валерійович
Олексій Валерійович Казаков (18 березня 1976, Набережні Човни) — російський волейболіст, центральний блокуючий, заслужений майстер спорту (1999).

## Життєпис
Олексій Казаков народився і почав займатися спортом у Набережних Човнах. У дитинстві захоплювався хокеєм, плаванням, дзюдо, баскетболом, а волейбол вибрав у 11 років завдяки наполегливості батька, а також тренера човнинської ДЮСШ № 11 Олега Олександровича Алексєєва, який випадково познайомився з Казаковим в автобусі. Алексєєв навчив хлопця серйозно ставитися до справи. Адже спочатку траплялося, що Казаков прогулював тренування, а потім, намочивши футболку, йшов додому — мовляв, тренувався до сьомого поту.
Коли Олексію було 16 років, тренер «Іскри»-РВСН Сергій Цвєтнов умовив його батьків дати дозвіл на переїзд в Одинцово. 1993 року Казаков дебютував за ракетників у вищій лізі чемпіонату країни.
Казаков входив до складу юніорської та молодіжної збірних Росії, з «молодіжкою» в 1994—1995 роках перемагав на чемпіонатах Європи та світу. В олімпійському 1996 році дебютував у дорослій збірній Росії, яка, переживши зміну поколінь, почала вибиратися з тривалої кризи. Одним з лідерів нового покоління став нападник першого темпу Олексій Казаков.
Втім, йому доводилося грати на найвищому рівні і в інших амплуа. 1997 року, коли збірна Росії до фінального турніру Світової ліги у Москві залишилася без головного тренера (В'ячеслав Платонов був тяжко хворий і в червні переніс операцію) і травмованого капітана Дмитра Фоміна, В'ячеслав Зайцев, який виконував обов'язки головного тренера, поставив Казакова в діагональ. Молодий гравець блискуче впорався з незвичним завданням і збірна посіла призове третє місце. Відтоді Олексій Казаков зі складу національної команди країни не випадав протягом 10 років, за винятком 2002 року, коли не грав через травму ноги.
Найвищий на той час волейболіст світу не міг не стати популярним. Наприклад, в Японії з'явився фан-клуб російського гравця, а під час чемпіонату світу 1998, що відбувся в Країні вранішнього сонця, в одному зі спортзалів висів портрет Казакова в натуральну величину. Упродовж кількох років Олексій виходив на майданчик разом зі Станіславом Дінейкіним, що поступався йому за зростом лише сантиметром. Західні журналісти прозвали цей тандем «вежами-близнюками», а В'ячеслав Платонов говорив про «чотири з половиною метри» абсолютно непробивного блоку, який наводив жах на багатьох суперників росіян.
1998 року Олексія Казакова визнали найкращим волейболістом Росії, а 1999-го виграв медалі відразу двох національних чемпіонатів — у складі «Іскри» (Одинцово) став бронзовим призером російської першості, а перед стартом плей-оф чемпіонату Італії перебрався до «Модени» і завоював з нею срібну медаль серії А1. Після короткого, але плідного періоду в одному з найсильніших клубів світу Олексій вирішив влаштуватися в Італії. Він уклав з «Моденою» контракт на три роки, а восени 1999-го переїхав на Апенніни разом з родиною. У 2002 році «Модена», за яку крім Казакова грав ще один росіянин, Роман Яковлєв, стала чемпіоном Італії. Відігравши потім два сезони в Тренто, Олексій повернувся до Росії та знову став гравцем «Іскри», а восени 2006 року дебютував в уфимському «Нафтовику Башкортостану» (нині «Урал»), де значну частину сезону був догравальником, а пізніше спробував себе у цій ролі в збірній Росії на турнірі Світова ліга-2007.
Після цього турніру Олексія Козакова не залучали до ігор за збірну, а повернув його в склад головної команди країни її новий тренер Данієле Баньйолі у 2009 році. Загалом за кар'єру провів 276 офіційних матчів за збірну Росії, в яких набрав 1625 очок і 379 відіграних подач.
У 2009/10 роках Олексій виступав за новосибірський «Локомотив», наступний сезон провів у московському «Динамо», потім повернувся в «Урал». У січні 2012 року став єдиним волейболістом, який взяв участь у всіх шести зіграних до того часу Матчах зірок Росії. Сезон-2013/14 Казаков починав у казанському «Зеніті», але на початку 2014 року перейшов у «Білогір'я». Подальша кар'єра гравця перервалася через травми.

## Досягнення

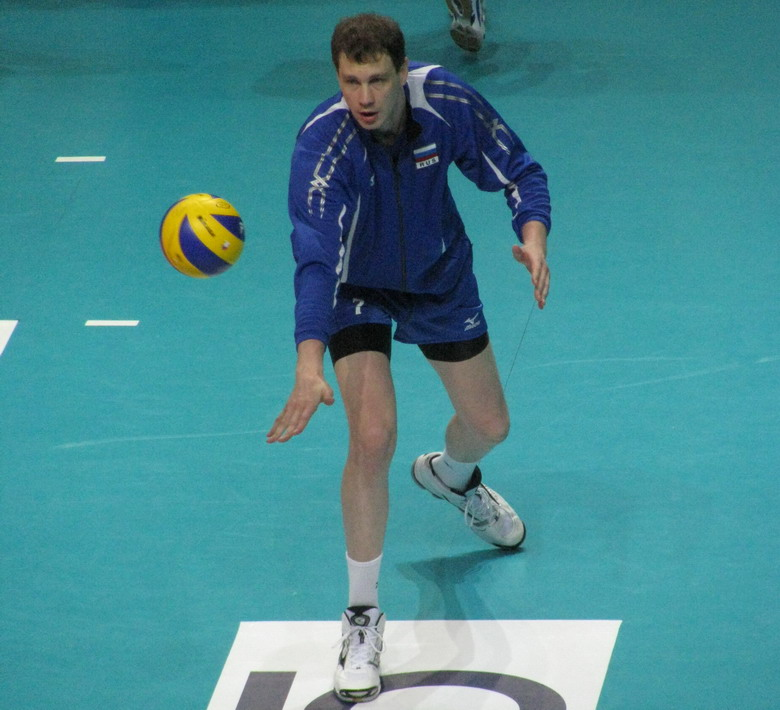

### Зі збірною Росії
- Срібний призер Ігор XXVII Олімпіади (2000)[ru].
- Бронзовий призер Ігор XXVIII Олімпіади (2004)[ru].
- Переможець Кубка світу (1999[ru]).
- Срібний призер чемпіонатів Європи (1999[en], 2005[ru]), бронзовий призер чемпіонатів Європи (2001[en], 2003[ru]).
- Срібний призер Світової ліги (1998[ru], 2000[ru], 2007[en], 2010[en]), бронзовий призер Світової ліги (1996[ru], 1997[ru], 2001[ru], 2006[en], 2009[ru]).
- Переможець Євроліги (2005[ru]), срібний призер Євроліги (2004[ru]).

### З молодіжною збірною Росії
- Чемпіон Європи[en] (1994).
- Чемпіон світу[en] (1995).

### З клубами
- Срібний призер чемпіонатів Росії[ru] (1993/94[ru], 2010/11[ru], 2012/13[ru]), бронзовий призер чемпіонатів Росії (1998/99[ru], 2005/06[ru], 2013/14[ru]).
- Володар Кубка Росії[ru] (2013[ru]), фіналіст Кубка Росії (1993, 1994, 1995, 2005[ru], 2009[ru], 2010[ru]).
- Чемпіон Італії (2001/02), срібний призер чемпіонатів Італії (1998/99, 1999/00).
- Фіналіст Кубка CEV (1999/00, 2000/01, 2005/06), Кубка виклику (2012/13).
- Бронзовий призер Ліги чемпіонів (2010/11).
- Переможець клубного чемпіонату світу (2014)[en].

### Особисті
- 1998 року названий найкращим волейболістом Росії, став володарем призу Андрія Кузнєцова[ru].
- Учасник Матчів зірок Італії (2000, 2001, 2002), Матчів зірок Росії[ru] (2005, 2008, 2009, 2010, 2011, 2012, лютий 2014).

## Нагороди та звання
- Заслужений майстер спорту Росії (1999).
- Орден Дружби (19 квітня 2001) — за великий внесок у розвиток фізичної культури і спорту, високі спортивні досягнення на Іграх XXVII Олімпіади 2000 року в Сіднеї[11].
- Медаль ордена «За заслуги перед Вітчизною» II ступеня (4 листопада 2005) — за великий внесок у розвиток фізичної культури і спорту, високі спортивні досягнення на Іграх XXVIII Олімпіади 2004 року в Афінах[12].